# Топольное (Угловский район)
Топольное — село в Угловском районе Алтайском крае. Административный центр Тополинского сельсовета.

## История
Основано в 1849 году. В 1928 году село состояло из 438 хозяйств, основное население — украинцы. В административном отношении являлось центром Топольского сельсовета Угловского района Рубцовского округа Сибирского края.

## Население
| 1926 | 1997 | 1998 | 1999 | 2000 | 2001 | 2002 |
| ---- | ---- | ---- | ---- | ---- | ---- | ---- |
| 2260 | ↘903 | ↗936 | ↘929 | ↘912 | ↗917 | ↗940 |
| 2003 | 2004 | 2005 | 2006 | 2007 | 2008 | 2009 |
| ↘862 | ↗873 | ↗906 | ↘874 | ↘863 | ↗868 | ↘864 |
| 2010 | 2011 | 2012 | 2013 |      |      |      |
| ↘859 | ↘857 | ↗858 | ↘833 |      |      |      |

## Улицы
| - ул. Боровая, - ул. Кооперативная, | - ул. Молодёжная, - ул. Степная. |